# SB12
SB12 är ett munvårdande medel som är avsett att motverka dålig andedräkt, producerat av läkemedelsföretaget Meda. Bakom SB12 stod ursprungligen företaget Antula, som 2011 köptes av Meda. Företaget marknadsför även ett tuggummi med namnet SB12 Boost.
De verksamma ämnena i SB12 är zinkacetat och klorhexidin. SB12 innehåller även fluor i form av natriumfluorid.

## Tuggummit SB12 Boost
SB12 Boost är ett sockerfritt tuggummi som marknadsförs mot dålig andedräkt och skyddar mot karies. Tuggummit är av typen "double layer comprimate" och består av två lager: ett lager motsvarande en hård tablett och ett lager tuggummi av komprimattyp. Denna teknologi är utvecklad för att kunna bära aktiva substanser. De aktiva substanserna i SB12 Boost är xylitol, natriumfluorid och zink.